# Rheomus
Rheomus är ett släkte av tvåvingar som ingår i familjen fjädermyggor. Släktet innehåller två arter, Rheomus alatus och Rheomus yahiae.